# Handelshögskolan i Stockholms historia

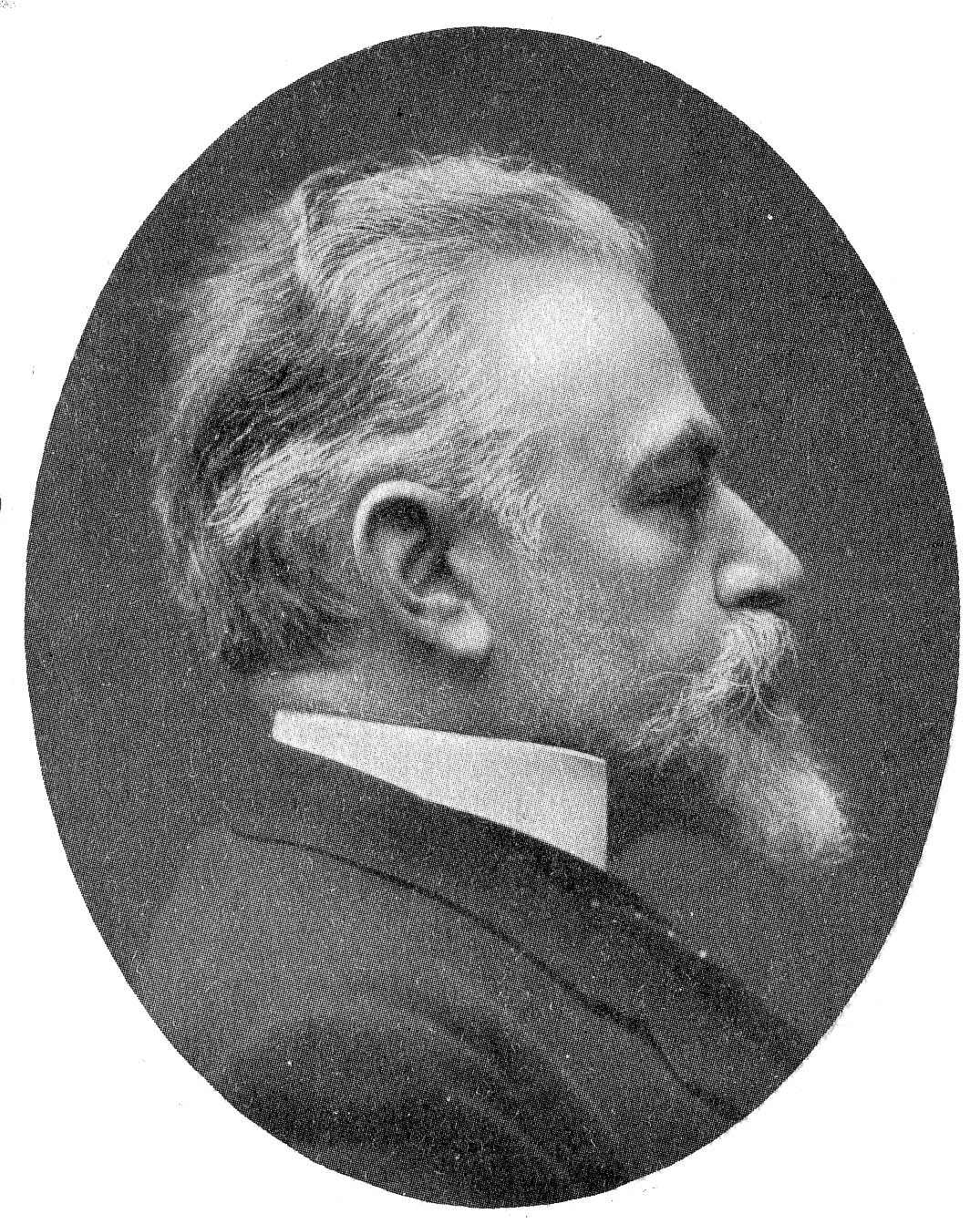
Bankdirektören Knut Agathon Wallenberg (1853–1938), var en svensk bankman och politiker; son till bankmannen och politikern André Oscar Wallenberg (1816–1886) och Catharina Wilhelmina Andersson (död 1855); gift 1878 med Alice Nickelsen (1858-1956). Fotografi från cirka 1915.

Handelshögskolan i Stockholm är en privat högskola i Stockholm. Högskolan grundades 1909, på initiativ av Handelshögskoleföreningen under ledning av dess ordförande Knut Agathon Wallenberg.
Högskolans första rektor var fil.dr Carl Hallendorff. De första ordinarie professorer som utnämndes vid högskolan var Gunnar Andersson (professor i ekonomisk geografi 1909–1928) och Eli Heckscher (professor i nationalekonomi och statistik 1909–1929, senare utnämnd till professor i ekonomisk historia 1929–1944).
Högskolan var från sitt grundande till 1926 belägen i Brunkebergs hotell på Brunkebergstorg 2 på Norrmalm i Stockholms innerstad. 1926 flyttades högskolans verksamhet till en nyuppförd byggnad ritad av arkitekt Ivar Tengbom, på Sveavägen 65 i samma stad. Denna byggnad är än idag Handelshögskolan i Stockholms huvudbyggnad. Högskolan expanderade under efterkrigstiden genom anskaffandet av flera fastigheter i kvarteret Luftspringaren, mellan Holländargatan, Rådmansgatan och Saltmätargatan i Stockholm.
Högskolans ekonomutbildning, vilken var den första akademiska ekonomutbildningen i Sverige, var 1909–1943 2-årig. Den första kullen av studenter utexaminerades 1911, bland dessa märks Lars Ture Bohlin (grundare av Bohlins revisionsbyrå och medgrundare av FAR), Assar Gabrielsson (initiativtagare till AB Volvo och dess VD 1927–1956) och Seth Svensson (medgrundare av FAR). Studenterna avlade en ekonomisk examen och erhöll titeln Diplomerad från Handelshögskolan i Stockholm (DHSS, senare DHS). 1943 förlängdes utbildningen till 3 år, namnet på examen ändrades till ekonomexamen och titeln till civilekonom. 2006 ändrade högskolan, i enlighet med Bologna-processen för likriktning av Europas utbildningssystem, examen till en treårig ekonomie kandidateaxmen och en tvåårig ekonomie masterexamen.
Högskolan spelade en viktig roll vid grundandet av Företagsekonomiska institutionen vid Stockholms universitet. Två av högskolans professorer, Gunnar Myrdal och Bertil Ohlin, har erhållit Sveriges Riksbanks pris i ekonomisk vetenskap till Alfred Nobels minne. Båda var framstående medlemmar i Stockholmsskolan, en inriktning inom nationalekonomi som utvecklade den teoretiska grunden till den moderna svenska välfärdsstaten.
En av högskolans mest kända rektorer var Staffan Burenstam Linder (rektor 1986–1995). Han var drivande bakom instiftandet av nya donationsprofessurer och Handelshögskolan i Stockholms partnerprogram 1994, samt grundandet av Stockholm School of Economics in Riga 1994 och Stockholm School of Economics in Russia 1997.
Högskolan driver företag, bland vilka märks SSE Business Lab, som grundades 2001 och bedriver stödverksamhet för nyligen grundade företag, och IFL vid Handelshögskolan i Stockholm AB, som bildades genom en företagssammanslagning 2004 och bedriver fortbildning för yrkesverksamma. 2008 övertog högskolan ansvaret för Nordiska detaljhandelshögskolan i Norrtälje, från Stockholms universitet. 

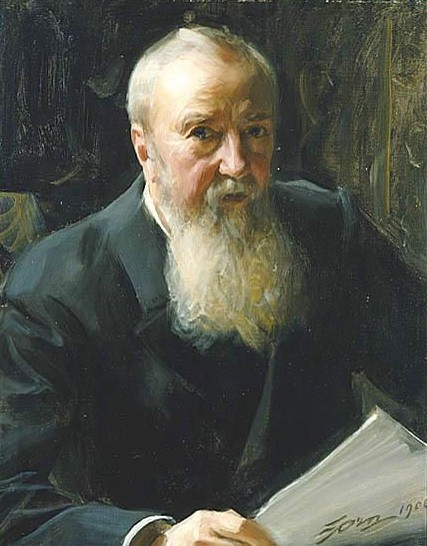
Bland de affärsmän som donerade pengar till högskolan märks Carl Fredrik Liljevalch den yngre (1837-1909)

## Bakgrund

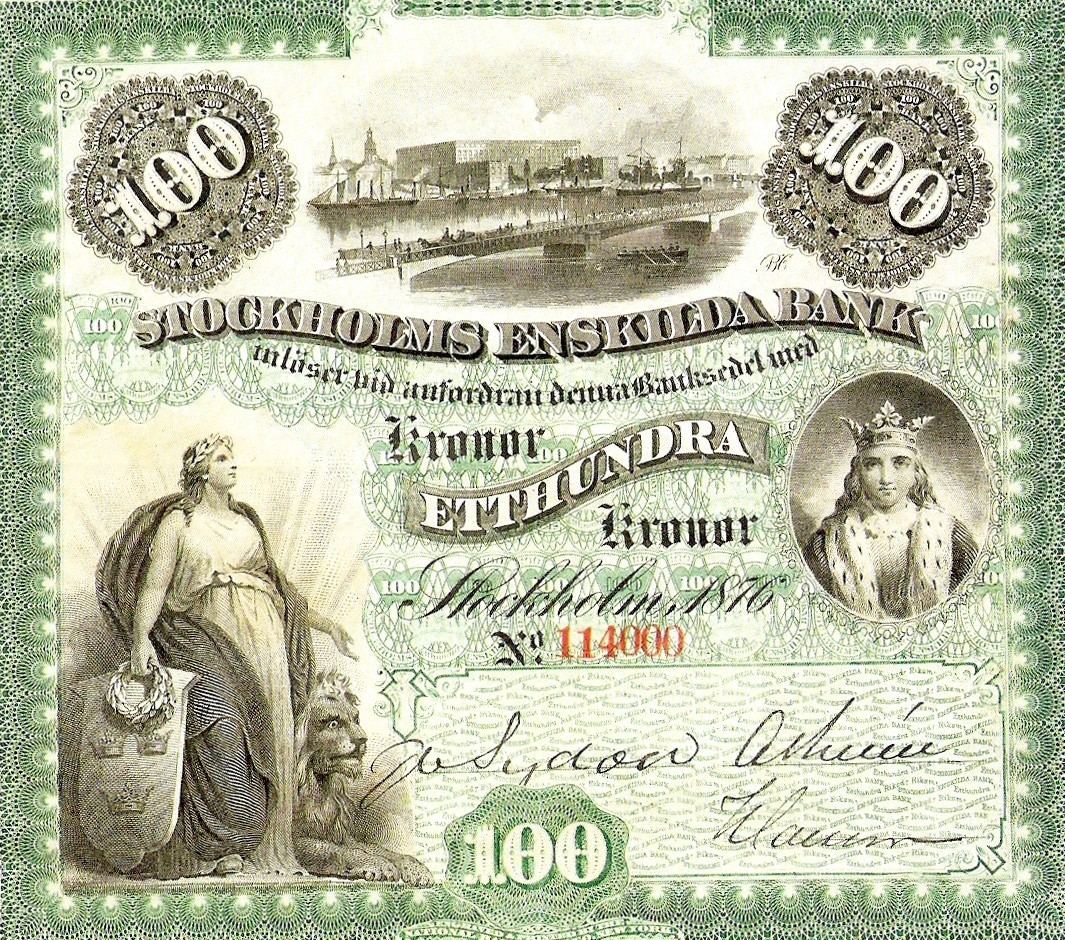
100-kronorssedal från Stockholms Enskilda Bank, föregångare till SEB.

Knut Agathon Wallenberg var son till André Oscar Wallenberg, som var grundare av Stockholms Enskilda Bank (föregångare till dagens SEB) och huvudman i den inflytelserika bankirfamiljen Wallenberg. Vid faderns död 1886 övertog K A Wallenberg ansvaret för banken. Detta skedde samtidigt som en intensiv investeringsperiod i svenskt näringsliv inleddes. Stockholms Enskilda Bank spelade en viktig roll för finansieringen av Sveriges genombrott som industrination, genom att förbinda den franska kapitalmarknaden med efterfrågan på krediter inom den snabbt expanderande svenska industrin. K A Wallenberg skapade en mycket stor förmögenhet och fick en ledande ställning i svenskt samhällsliv.
1903 donerade Marcus Wallenberg en stor summa pengar för bildandet av en handelshögskola i Stockholm i Knut Agathon Wallenbergs namn. Pengarna nyttjades bland annat för att bekosta studieresor i Europa och för skapandet av underlag för den tilltänkta skolan.
Anledningen till att allt fler av tidens framstående företagare och industrialister såg ett behov av en svensk ekonomutbildning, var att landets ekonomi växte mycket snabbt under åren runt sekelskiftet 1900. Sveriges ekonomi hade dittills främst varit inriktad mot export av obearbetade råvaror, bland annat trä och järnmalm. Under 1800-talets sista decennier gjordes dock en serie stora vetenskapliga upptäckter; mest kända bland dessa är förmodligen Alfred Nobels upptäckt av dynamiten, vilken kom att revolutionera inte bara byggindustrin världen över, utan även den lönsamma försvarsindustrin. Dessa upptäckter kom att bli grunden för ett flertal internationellt mycket framgångsrika företag inom tillverknings- och verkstadsindustrierna, bland annat SKF, Electrolux och LM Ericsson.
De nya företagen, med sina växande internationella organisationer, behövde kvalificerade företagsledare och administratörer, med akademisk examen i ekonomi och handel, för att bygga upp moderna och konkurrenskraftiga företagsstrukturer. Notera att det vid sekelskiftet 1900 ännu inte fanns någon specialiserad handelshögskola i hela Skandinavien; akademisk utbildning var ännu en ovanlighet och väldigt få av de reguljära universiteten bedrev ännu någon undervisning i ämnet ekonomi (ekonomi var ännu inte fullt accepterat som ett akademiskt ämne).

## Handelshögskoleföreningen

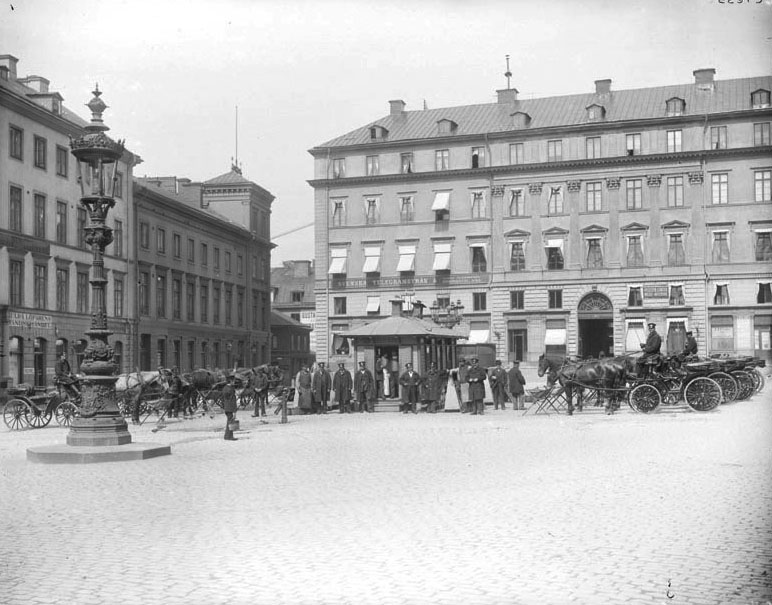
Åren 1909-1928 låg Handelshögskolan i Stockholm i byggnaden Brunkebergs hotell vid Brunkebergstorg 2 (dvs tomten bakom det som idag är Kulturhuset vid Sergels torg) i stadsdelen Norrmalm i Stockholm. Byggnaden revs 1969 under Norrmalmsregleringen och ersattes 1976 med Sveriges riksbanks nya byggnad.

Under åren efter sin stora donation, bedrev bankdirektör Knut Agathon Wallenberg och en skara förtrogna runt honom lobbyverksamhet för sin idé bland framstående företagsägare i Stockholm. Wallenbergarna betalade bland annat för en studieresa där fil dr Helmer Keys reste genom europa för att skaffa underlag för att motivera att det behövdes en handelshögskola. Något som resulterade i rapporten "om betydelsen av handelshögskolor", där key framställde grundandet av en handelshögskola som både positivt och nödvändigt. Rapporten kunde sedermera nyttjas för att propagera för betydelsen av en handelshögskola, senare skulle fler inflytelserika affärsmän ansluta sig och donera pengar, bland annat Olof A Söderberg och Joseph Nachmanson. I en cirkulärskrivelse erbjöds personer ur Stockholms borgerskap att betala 400 kr per år för att inträda som stiftande ledamoter av Handelshögskoleföreningen under januari 1906. Styrelsen kom att domineras av Wallenberg och deras förtrogna. Dessa hade förbundit sig att aktivt ta del i utvecklingen av en framtida handelshögskola och påtagligt bidra till finansieringen av densamma. Föreningen hade konungens beskydd.
Föreningen inriktade sig tidigt på den viktiga uppgiften att finna en kompetent rektor för den blivande handelshögskolan. Efter att ha granskat ett flertal kandidater till posten, bestämde man sig slutligen för Carl Hallendorff (1869–1929), en historiker och skolman. Hallendorff hade gått den långa akademiska banan vid Uppsala universitet; 1890 blev han fil.kand., 1895 fil.lic. och 1897 fil.dr på avhandlingen "Bidrag till det stora nordiska krigets förhistoria" samt var 1897–1904 docent i historia. Hallendorff hade också varit verksam som lärare på ett flertal skolor; bland annat som adjunkt vid Uppsala högre allmänna läroverk, lektor i Örebro och vid Östermalms högre allmänna läroverk i Stockholm. Parallellt med sitt uppdrag på Östermalms högre allmänna läroverk, var han dessutom lärare i stats- och samhällslära vid Krigsskolan i Stockholm. Hallendorffs långa meritförteckning bidrog till att övertyga Handelshögskoleföreningen att de hittat rätt person för rektorstjänsten. Efter att föreningen fattat sitt beslut, tilldelades Carl Hallendorff år 1908 honorärtiteln professor n. h. o. v. (namn, heder och värdighet, idag professors namn). Detta innebar att han fick rätt att titulera sig professor ("namn") samt i formella sammanhang behandlas som innehavare av titeln ("heder och värdighet").
Ytterligare några års lobbyarbete av föreningens medlemmar, denna gång främst mot ledande politiker, ledde till att en resolution gemensamt kunde antas av föreningen och Sveriges riksdag, om grundandet av en handelshögskola i Stockholm "för att genom vetenskaplig undervisning och forskning befrämja affärsverksamhetens höjande inom landet". I samband med resolutionen förband sig även riksdagen om att ge statsanslag till högskolan, och även Stockholms stad utlovade finansiellt stöd. Carl Hallendorff blev Handelshögskolans första rektor. I en bilaga till en stiftelseurkund publicerad av handelshögskoleföreningen anges de stiftande ledamöterna fram till den 28 februari 1907. De stiftande bestod av 109 köpmän, 47 bankirektörer eller liknande, 26 brukspatron, bruksägare eller liknande, 9 ingenjörer, och 16 övriga stadsråd, friherre eller dylikt och tre företag. Två familjer var särskilt överrepresenterade, nämligen familjen Söderberg och Wallenberg. Stiftarna var till absolut största del hemmahörandes i Stockholm, Djursholm eller Saltsjöbaden. Det akademiska underlaget hos skolans stiftare var dock närmast helt obefintligt.
Att Handelshögskoleföreningen hade konungens beskydd sågs, följandes tidens anda, som en viktig detalj. Kung Oscar II (1829–1907), som varit rikets monark sedan år 1872. Sveriges ekonomiska utveckling var under denna tid god, kungen hade profilerat sig som socialt progressiv genom att bland annat ta avstånd från dödsstraffet, folkets känslor av nationalism och stöd för monarkin underblåstes också av att Norge (vilket var i union med Sverige 1814–1905) vill bryta sig ur unionen och bli självständigt och av att kung Oscar II avled 1907 och efterträddes av sin son Gustaf V.

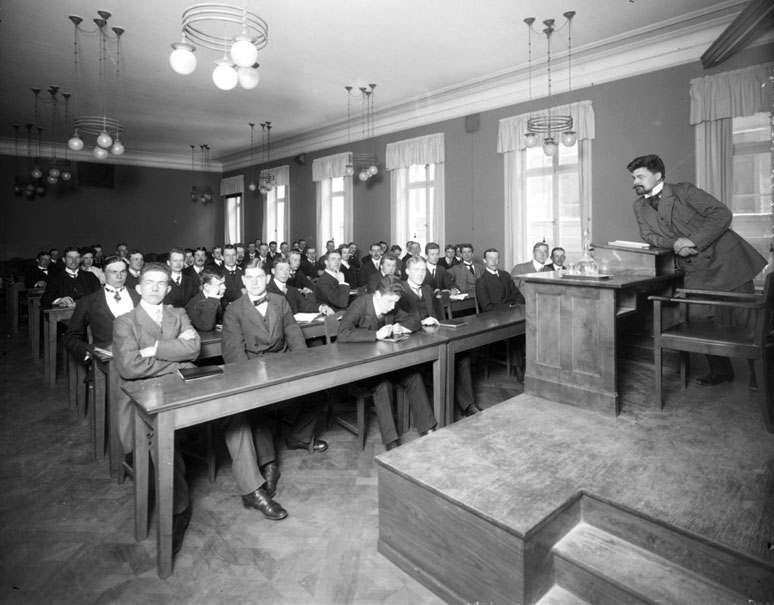
Ernst Walb föreläser på tyska i Brunkebergs hotell 1911.

Det var därför inte konstigt att kungen, i den resolution föreningen antog om grundandet av Handelshögskolan, gavs långtgående befogenheter. I denna stipuleras bland annat att "Handelshögskolans direktion består af fem ledamöter [...] förordnade af Kungl. Maj:t för den tid, som af Kungl. Maj:t bestämmes" (SFS 1909:bih. 29, § 3). Kungen hade också rätt att påverka tillsättandet av professorer vid skolan "Har direktionen beslutit kalla någon till professorsbefattning, underställes beslutet Kungl. Maj:ts pröfning och stadfästelse, skolande för sådant ändamål samtliga handlingar i ärendet öfverlämnas till Kungl. Maj:t. Godkänner Kungl. Maj:t ej kallelsen, upptages ärendet till ny behandling" (SFS 1909:bih. 29, § 10). Dessa regler var i linje med liknande bestämmelser vid Teknologiska institutet, föregångare till dagens KTH, för vilket Oscar II varit officiell beskyddare (institutet döptes med anledning av detta om till Kungl. Tekniska högskolan och dess studenter gavs smeknamnet Osquar).

## En av världens första handelshögskolor

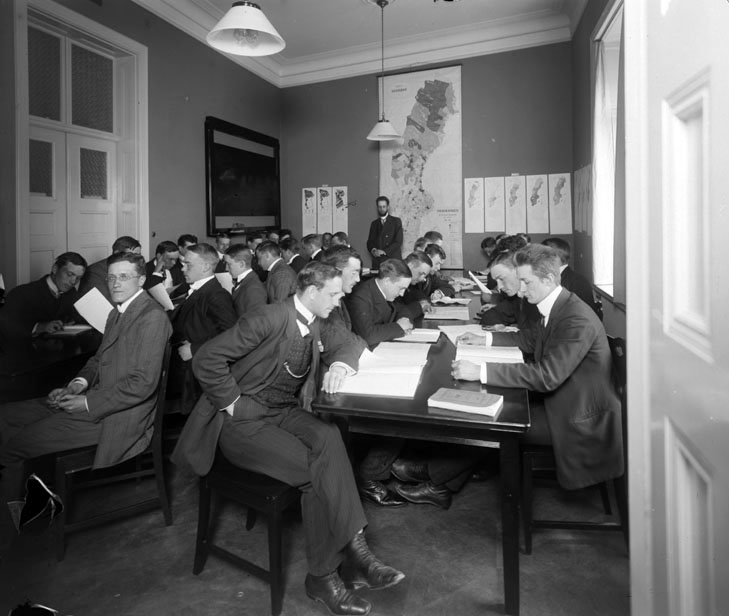
Eli Heckscher, längst bak framför kartan, föreläser i Brunkebergs hotell 1911. Studenterna Seth Svensson (grundare av FAR), vänd mot kameran vid högra bordet, och Lars Ture Bohlin (grundare av Bohlins revisionsbyrå och FAR), tredje från kameran på vänster sida av högra bordet.

Då Handelshögskolan i Stockholm grundades 1909, var specialiserade handelshögskolor ännu en ovanlighet både i Norden och i världen i övrigt, och ämnet ekonomi ännu relativt outvecklat. Handelshögskolan var Sveriges första handelshögskola och är idag en av de äldsta handelshögskolorna i världen. Själva namnet handelshögskola kom närmast från tyska förebilder, där några Handelshochschulen hade grundats de närmast föregående åren, med Handelshochschule Leipzig som den första, år 1898. "Högskola" var vid detta tillfälle också en väl etablerad svensk beteckning på högre utbildningsinrättningar utanför universiteten, dels specialiserade sådana som Tekniska högskolan (namn sedan 1877) och diverse militära högskolor, och dels icke-statliga inrättningar som Stockholms högskola (påbörjade verksamheten 1878).
Inspirerade av den svenska Handelshögskoleföreningens initiativ, grundades samma år även en svensk-språking handelshögskola i det dåvarande ryska storfurstendömet Finland, kallad Svenska handelshögskolan i Helsingfors, i slutet av samma år. Sveriges andra handelshögskola, Handelshögskolan i Göteborg, grundades inte förrän 1923.
Handelshögskolan i Stockholm har från sitt grundande 1909 varit en privat högskola, ägd och finansierad av företrädesvis privata intressen. Endast cirka tio procent av bidragen till verksamheten kommer idag från offentliga medel. Detta förhållande gör Handelshögskolan unik bland Sveriges högskolor och universitet; det är idag landets enda privata akademiska institution (Handelshögskolan i Göteborg var också ursprungligen privat, men ägandet övertogs av offentliga intressen i samband med att högskolan blev del av Göteborgs universitet 1971).

## Examina
Som nämnts ovan, var Handelshögskolan i Stockholm den första, och under mer än ett decennium den enda handelshögskolan i Sverige, och väldigt få av landets universitet bedrev någon undervisning i ekonomi. Den ursprungliga examensbenämningarna vid högskolan var ekonomisk examen och den med denna jämställda handelslärarexamen. De personer som genomgått utbildningen betecknade sig som DHSS och senare DHS (Diplomerad från Handelshögskolan i Stockholm).
År 1943 infördes i stället en ekonomexamen, vilken berättigade till titeln civilekonom.  Tillägget av förledet "civil-" gjordes för att anspela på den allmänt kända och redan etablerade civilingenjörsexamen. Titeln infördes samtidigt vid Handelshögskolan i Göteborg och kom senare även att användas för personer med akademisk examen i ekonomi från andra lärosäten. Under senare år har dock Handelshögskolan i Stockholm, som enda högskola i Sverige, använt examensbenämningen civilekonomexamen genom ett särskilt avtal med Utbildningsdepartementet.
År 2006 övergick Handelshögskolan i Stockholm, i enlighet med EU:s Bolognaprocess, till ett nytt system med ett 3-årigt kandidatprogram och ett 2-årigt masterprogram. I samband med detta sade skolan också upp sitt särskilda avtal med Utbildningsdepartementet om ensamrätt till civilekonomexamen. En drivande kraft bakom skolans anpassning till Bologna-processen, var Erik Åsbrink, själv civilekonom från HHS och ordförande i Handelshögskolans direktion, högskolans högsta verkställande organ. Bologna-processen syftar till att minska skillnaderna i utbildningssystemen mellan EU:s medlemsstater, för att underlätta utbyte och jämförelse dem emellan.

## Handelshögskolans emblem

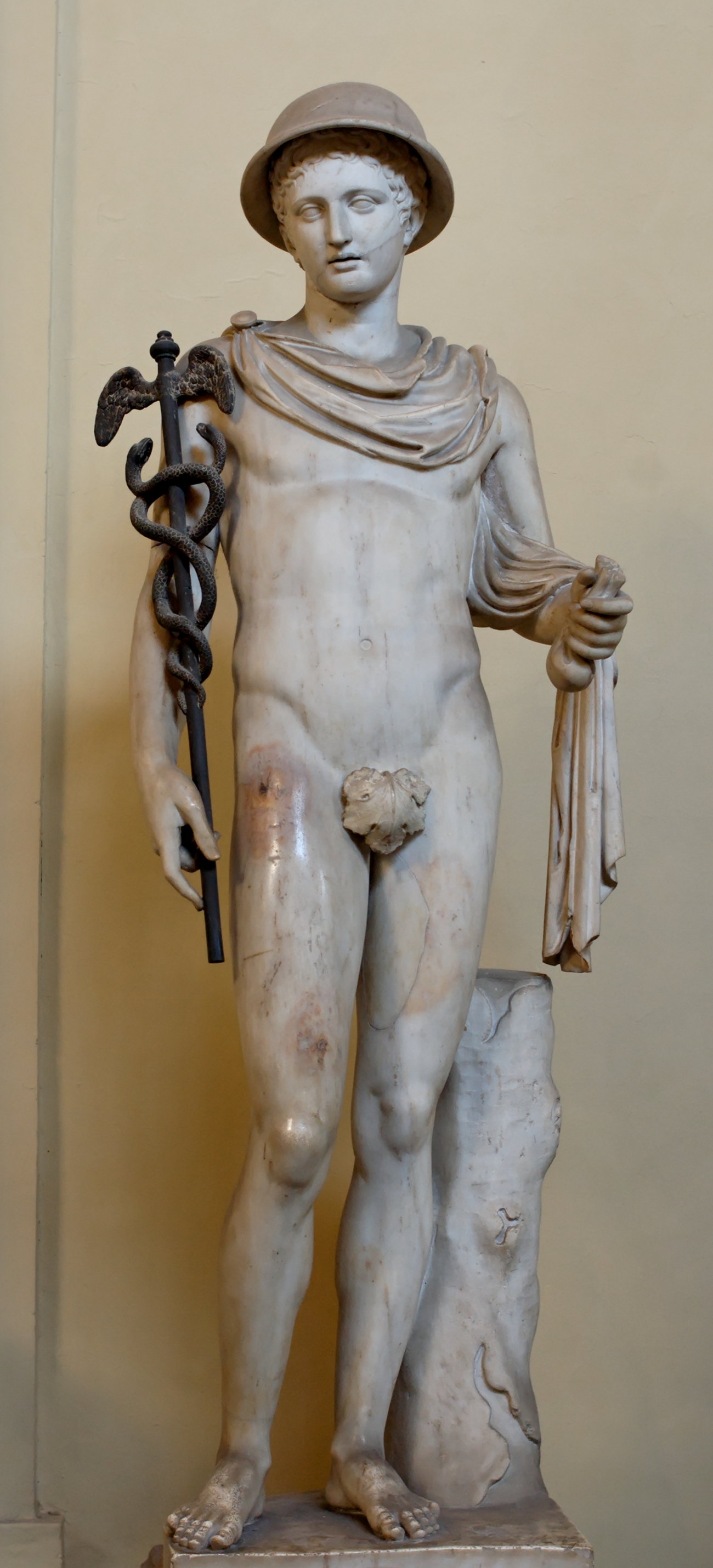
Hermes med hjälm, börs och häroldsstav.

Under de första decennierna av 1900-talet, präglades hela Europa, och även Sverige, av en växande nationalism. Detta tog sig bland annat uttryck i att nationalromantiken blev den dominerande stilriktningen inom arkitekturen: flera av de nya byggnader som uppfördes var ritade för att likna medeltida borgar (Stockholms stadshus, 1928) och historiska palats (Handelshögskolan i Stockholm, 1926). Denna anspelning på historien och de ständiga historiska referenserna, märks också i det emblem som skapades för Handelshögskolan.
På Handelshögskolan i Stockholms emblem återges Tre kronor, från Sveriges riksvapen, lagda ovanpå den grekiska guden Hermes häroldsstav (budbärarstav), Kaducén. Denna är bevingad och omgiven av två tvinnade ormar formade som en dubbelhelix. Ovanpå häroldsstaven sitter Hermes hjälmliknande hatt. Hermes var i den grekiska mytologin bland annat köpmännens, men också spelarnas och tjuvarnas gud (Hermes kallas i romersk mytologi Merkurius). Ett flertal andra organisationer och företag grundade under 1900-talets första decennier har också grekiska och romerska gudar eller dessas attribut i sina emblem, bland annat speditionsföretaget ASG (liksom HHS guden Hermes). Traditionen med referenser till guden har inom Handelshögskolan förts vidare av skolans studentkår, vars tidning Hermes getts namn efter honom.

## De första lärarna och professorerna samt studenter utexaminerade i första kullen 1911
Högskolans första professor var Carl Hallendorff. Han erhöll professors namn, heder och värdighet (idag professors namn) av Handelshögskoleföreningen 1908. Hallendorff utnämndes även till högskolans första rektor 1909, en tjänst han innehade till 1929. Högskolans första ordinarie professorer utsågs 1909, då Gunnar Andersson utnämndes till professor i ekonomisk geografi (1909–1928) och Eli Heckscher utnämndes till professor i nationalekonomi och statistik (1909–1929, senare i ekonomisk historia 1929–1944). Hallendorff utnämndes till professor i statsvetenskap och ekonomisk historia vid Handelshögskolan 1911, en tjänst han kom att ha till 1929.
Bland de första lärarna märks Walter Harlock, lektor i engelska 1909–1923, från Storbritannien, och Ernst Walb, Handelshögskolans första lektor i kommers 1909–1910 och professor i handel och bankväsen 1910–1911, från Tyskland.
Den första kullen av studenter som utexaminerades från högskolan var de som avlade ekonomexamen 1911. I denna grupp av studenter märks Lars Ture Bohlin, grundare av Bohlins revisionsbyrå (idag KPMG Bohlins) och medgrundare av Föreningen Auktoriserade Revisorer (idag FAR), Seth Svensson, medgrundare av Föreningen Auktoriserade Revisorer, och Assar Gabrielsson, initiativtagare till fordonsföretaget AB Volvo och dess VD 1927–1956.

## Byggnader

### Brunkebergs hotell

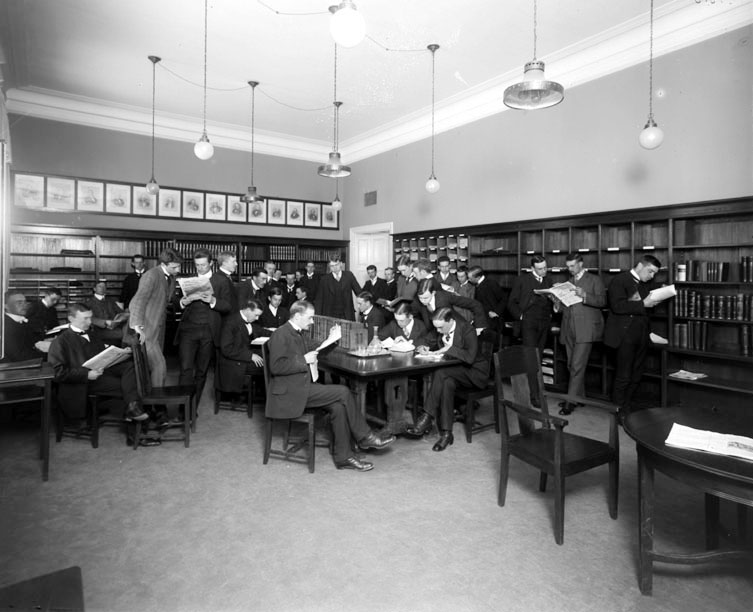
Handelshögskolans i Stockholm studentkår grundades 1909, samma år som högskolan, och hade liksom denna sina lokaler i Brunkebergs hotell på Brunkebergstorg 2 i Stockholm

Handelshögskolan i Stockholms verksamhet var under de första åren efter grundandet 1909, relativt liten till sin skala. Till en början hade skolan bara 110 studenter i varje årskull och den utbildningen som erbjöds var tvåårig. Givet att det var den första handelshögskolan i landet, hade den också något av experimentkaraktär. Efter att skolans namn etablerats, blev det lättare att rekrytera kompetenta och framstående lärare och professorer till heltidsanställning vid skolan.
Verksamhetens begränsade omfattning och begränsad tillgång till finansiering, gjorde att den nya skolan till en början fick inhysas i Brunkebergs hotell på adressen Brunkebergstorg 2 (fastigheten Skansen 20) i stadsdelen Norrmalm i Stockholm. Den ursprungliga hotellbyggnaden revs i början av 1970-talet, och på dess plats ligger idag byggnaden för Sveriges riksbank, uppförd 1976.
Med tiden ökade antalet studenter, lärare och skolans administration, vilket gjorde att de begränsade lokalerna vid Brunkebergstorg inte längre räckte till. Vid 1920-talets början, blev bristen på lokaler alltmer uppenbar, och skolans rektor meddelade Handelshögskoleföreningens styrelse att nya, större och mer ändamålsenliga lokaler var nödvändiga, för att skolans dittillsvarande gynnsamma utveckling skulle kunna fortsätta. 1923 grundades den likaledes privata Handelshögskolan i Göteborg, vilket bidrog till att övertyga Handelshögskoleföreningens medlemmar om vikten av akademisk ekonomutbildning.

### Fastigheten Sandgropen
Föreningen startade en projektgrupp för att finna en lämplig ledig tomt i Stockholm, lämpliga arkitekter och byggherrar. Gruppen visade på tidigt stadium särskilt intresse för fastigheten Sandgropen 7, vilken visserligen var belägen i vad som då var stadens norra utkanter, men ansågs lämpligt placerad längs stadens paradgata och centrala nord-sydliga axel, Sveavägen. Fastigheten låg också lämpligt i närheten av Teknologiska institutet (föregångare till KTH) och Stockholms högskola (föregångare till Stockholms universitet) vid Observatorielunden i Stockholm och var dessutom granne med ett planerat, men ännu ej realiserat, stort offentligt byggprojekt, Stockholms stadsbiblioteks nya huvudbyggnad (uppförd 1928, arkitekt Gunnar Asplund).

### Ivar Tengbom

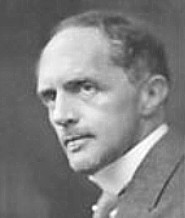
Arkitekt Ivar Tengbom ritade Handelshögskolans huvudbyggnad vid Sveavägen 65. Tengbom är internationellt känd för Stockholms konserthus och stilen Nordisk klassicism (Swedish grace).

En av samtidens främsta arkitekter, Ivar Tengbom, rekommenderades av bankdirektör Knut Agathon Wallenberg att rita den nya högskolebyggnaden. Tengbom hade redan ritat en byggnad för bankirfamiljen Wallenbergs räkning, det 1915 uppförda  huvudkontoret för familjens bank, Stockholms Enskilda Bank, på Kungsträdgårdsgatan 8 vid Kungsträdgården i centrala Stockholm. Tengbom var mycket influerad av den under 1900- och 1910-talen dominerande arkitekturstilen nationalromantiken, vilket märktes påtagligt i hans byggnad Engelbrektskyrkan (uppförd 1906). Tengbom bidrog till att utveckla nationalromantiken och grunda en nordeuropeisk variant av denna,  kallad Nordisk klassicism eller Swedish grace. Stilen fick omfattande internationell uppmärksamhet genom byggnaden Stockholms konserthus (ritning presenterad av Tengbom 1920, uppfört 1924–26). För Handelshögskolans nya huvudbyggnad valde Tengbom en italiensk förlaga, ett renässanspalats. Tengbom presenterade den slutliga ritningen för huset 1925. Byggnaden uppfördes 1925–1926. Under sommaren 1926 flyttade administrationen och lärarkollegiet in i den nya byggnaden från Brunkebergs hotell; höstterminen 1926 kunde höstterminens undervisning påbörjas i nya lokaler.

### En ny byggnad
De nya byggnaden rymde ett specialbyggt bibliotek, särskilt utformade lokaler för skolans administration, en stor aula med plats för drygt 300 åhörare och ett flertal mindre föreläsningssalar och gemensamhetsutrymmen. Byggnaden var tillräckligt stor för att även kåren skulle kunna få egna lokaler, på källarvåningen. Byggnaden var särskilt anpassad efter de riktlinjer Handelshögskoleföreningen ställt upp och, till skillnad från de trånga lokalerna i Brunkebergs hotell, mycket väl anpassad till den akademiska institutionens verksamhet. Uppdraget Knut Wallenberg givit Ivar Tengbom, att rita Handelshögskolans nya huvudbyggnad, gav arkitekten något av stjärnstatus i huvudstadens finanskretsar, vilket ledde vidare till flera viktiga uppdrag, bland annat Tändstickspalatset (Tengbom 1928) för finansmannen Ivar Kreuger och Bonnierhuset.

### Expansion under efterkrigstiden

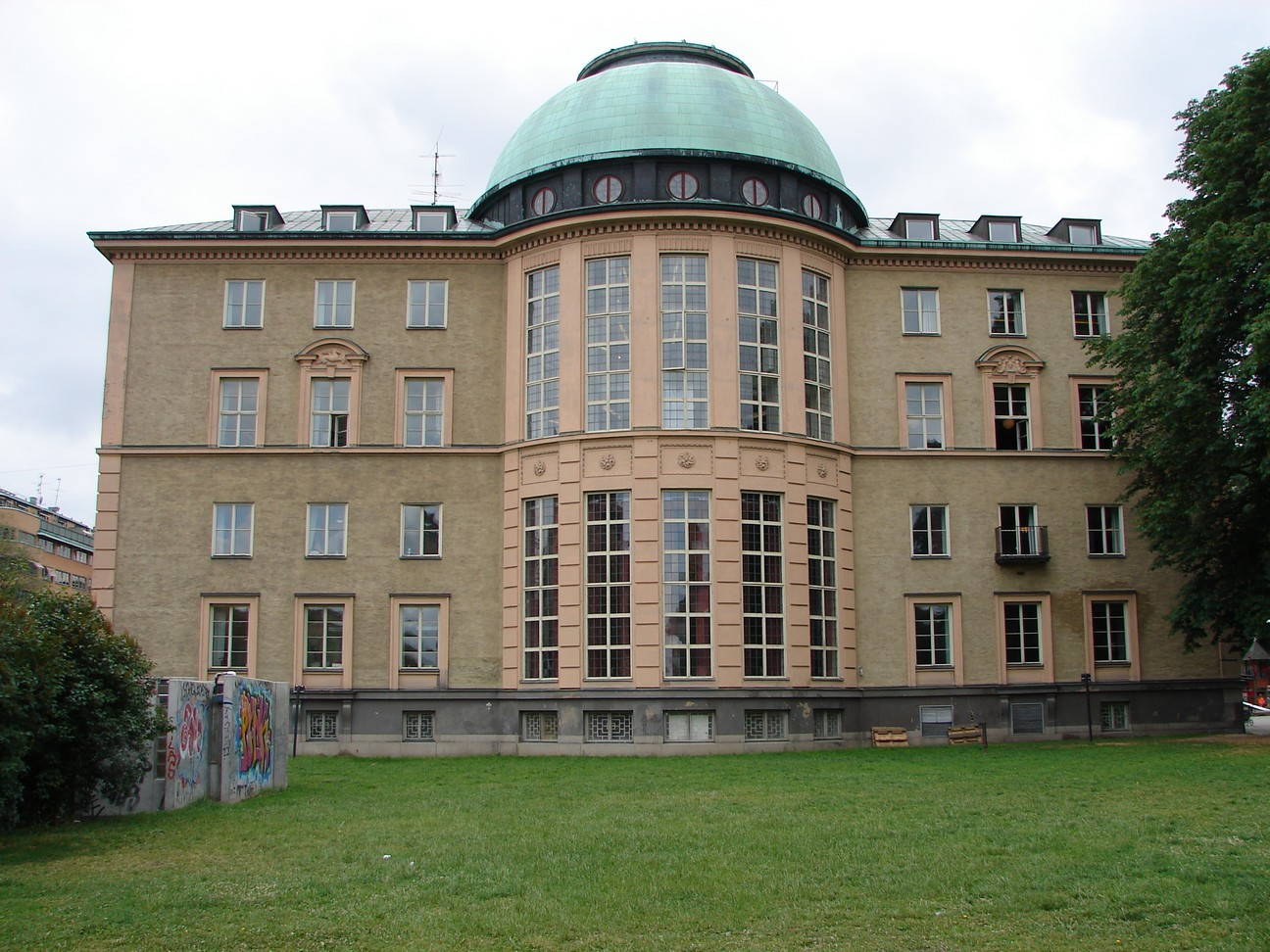
Huvudbyggnaden på Sveavägen 65. I kupolen och på burspråkets andra våning, ligger Handelshögskolan i Stockholms bibliotek. På bottenvåningen innanför burspråket, ligger den stora aulan.

Det är viktigt att notera att Handelshögskolan i Stockholm ursprungligen huvudsakligen bedrev undervisning i ämnet ekonomi, och att forskning endast förekom i begränsad skala. Syftet med verksamheten var i första hand att utbilda ledare för näringslivet. Akademisk excellens och vetenskapliga upptäckter välkomnades, men var inte verksamhetens huvudsyfte. Detta märktes också i skolbyggnadens arkitektur: I sin ursprungliga konfiguration, saknade denna i stort sett arbetsrum för forskare och doktorander. Detta förhållande kom att förändras under efterkrigstiden. Ett flertal av skolans professorer kom då att excellera akademiskt: grunda nya akademiska ämnen och utveckla ekonomiska teorier som kom att bli stilbildande inte bara i Sverige, utan även internationellt. I den ökande konkurrensen med andra akademiska institutioner, kom det också att bli nödvändigt för HHS att ha en egen vinnande forskningsorganisation.
Forskningens nyvunna position, kom också att reflekteras i byggnadens arkitektur: Huvudbyggnaden vid Sveavägen har under efterkrigstiden byggts ut med en ny flygel för administration och forskning. Skolan har också kunnat expandera genom anskaffandet av de flesta av byggnaderna på fastigheten Luftspringaren mellan Saltmätargatan och Holländargatan (tidigare tillhörande Stockholms högskola). I dessa byggnader finns föreläsningssalar och kårlokaler; det stora flertalet av lokalerna är dock avsedda för forskning.

## Grundandet av en företagsekonomisk institution vid Stockholms högskola
Efter Andra världskrigets slut 1945, gick Sveriges ekonomi in i en kraftig expansionsfas, som kom att vara under drygt två decennier. Kriget hade lett till att stora delar av Europas industriella bas och infrastruktur låg i ruiner, samtidigt som Sveriges industrier var i stort sett intakta och omedelbart kunde börja leverera till produkter nödvändiga för återuppbyggnaden i andra länder. Den snabba ekonomiska expansionen i Sverige ledde till stor efterfrågan på utbildade ekonomer och i slutet av 1950-talet grundades företagsekonomiska institutioner vid Uppsala universitet och Lunds universitet. Även Stockholms högskola (föregångare till Stockholms universitet), började visa intresse för att bygga upp en egen ekonomutbildning för företagsekonomer. Stockholms högskolas huvudbyggnad låg vid denna tid, liksom Handelshögskolans dito, vid Kungstensgatan på Norrmalm i Stockholm (Handelshögskolans huvudbyggnad på Sveavägen 65 har även adressen Kungstensgatan 32, den så kallade "Kopparporten").

### Nära samarbete mellan Handelshögskolan ochStockholms högskola

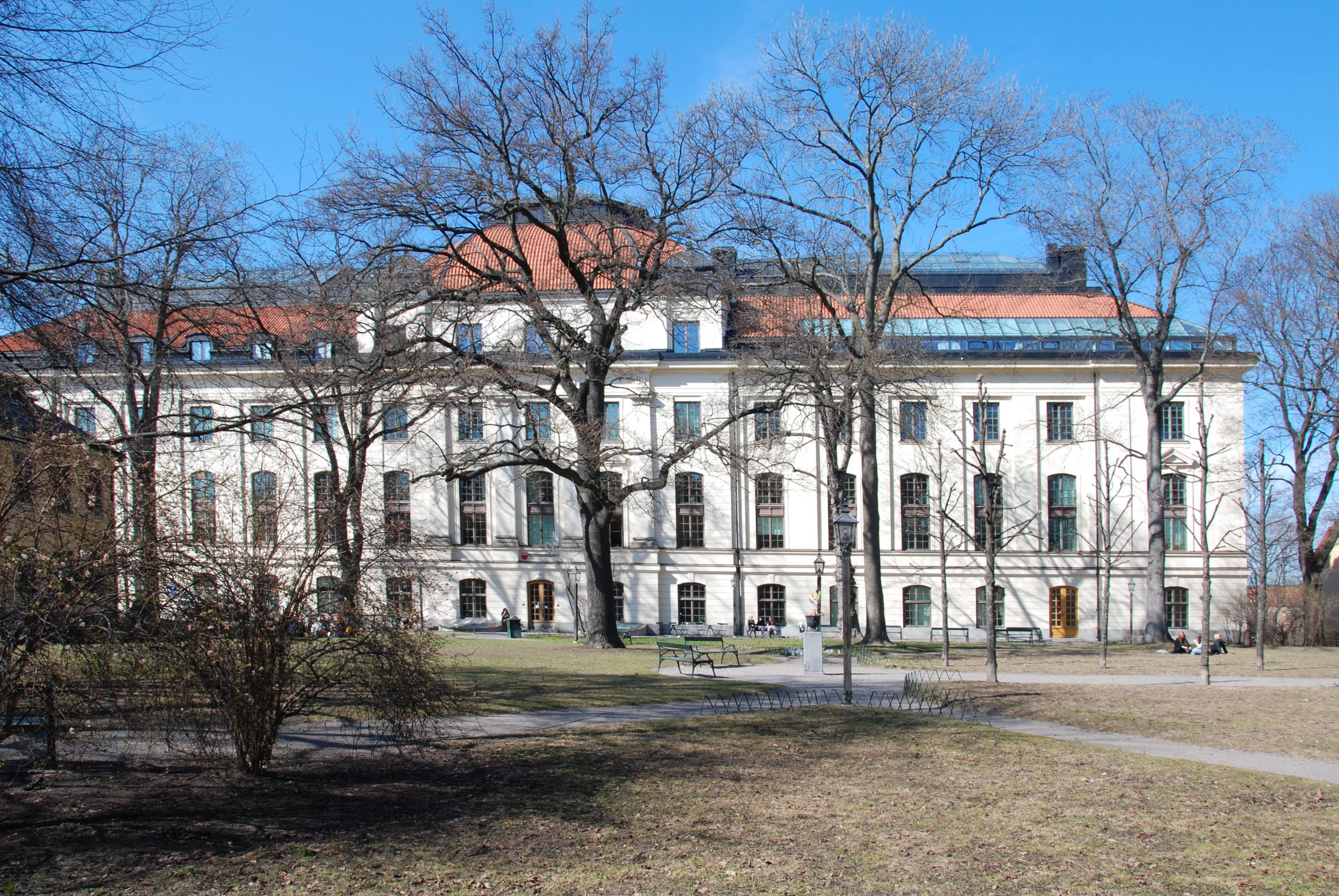
Stockholms högskola (föregångare till Stockholms universitet) på Kungstensgatan 45 vid Observatorielunden i Stockholm.

Efter att Stockholms högskola rest frågan om hjälp från Handelshögskolan för att upprätta en egen företagsekonomisk institution, kom ett nära samarbete att utvecklas mellan de två högskolorna. Samarbetet underlättades av att de två högskolorna låg så nära varandra.
Undervisningen skedde från början genom att Handelshögskolan upplät ett tiotal platser för intresserade studenter vid Stockholms högskola. Antalet ökades dock omedelbart till 20, på grund av stort intresse från studenternas sida. Timanställd personal från Handelshögskolan ansvarade för undervisningen från och med 1958. Den drivande kraften bakom den företagsekonomiska institutionens utveckling under denna tid, var två professorer vid Handelshögskolan i Stockholm, Gerhard Törnqvist och T. Paulsson Frenckner.

### Professor T Paulsson Frenckner

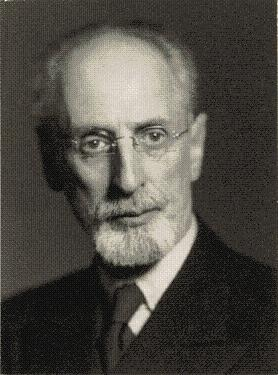
Eli Heckscher, Sveriges första professor i ekonomisk historia (HHS 1929–1945), sägs vara ansvarig för att ekonomisk historia numera är ett självständigt ämne vid svenska högskolor.

Törnqvist, som var äldre och redan etablerad och erkänd ekonom, såg att den betydligt yngre T. Paulsson Frenckner (1921–2005) hade ett brinnande pedagogiskt intresse och en förmåga att utveckla en utbildningsverksamhet. Törnqvist uppmanade Paulsson Frenckner att ”se till att det händer någonting här”. Den akuta bristen på lokaler för verksamheten ledde till att Paulsson Frenckner tvingades improvisera:
| ”                                                                 | Det var sommaren 1962. Fastighetsförvaltaren hade hittat en aula. Vi störtade ned dit och då hade han fått tag i lokaler som var gamla Inteckningsbanken på Fredsgatan 10. Och där föddes institutionen. Det var ett rivningshus som disponerades fram till den 30 juni 1964. Institutionen fick 275 överblivna stolar från Handels och så var vi igång. Lokalerna omfattade ca 850 kvadratmeter samt en källarvåning. Det var en föreläsningssal och ett tiotal rum. Sommaren 1964 fick institutionen flytta till en 'genomgångsbostad'. Det var en sjurumslägenhet på Upplandsgatan 32, 3 tr. Där vi bodde fram till januari 1965 då vi flyttade in på Hagagatan 23. Där bodde vi till sommaren 1970 då vi flyttade till Södra husen på Frescati, men det skall vi berätta en annan gång. | „ |
| – T. Paulsson Frenckner berättar om sina minnen för Pia Vallgård, | |   |

Paulsson Frenckner kom att bli den som organiserade och administrerade verksamheten under dess första år. Den företagsekonomiska institutionens första egna professur skapades inte forrän 1964. I Stockholms universitets minnesskrift från år 1967, står följande att läsa om Paulsson Frenckner:
| ”      | Under de nära åtta år som dessförinnan förflöt sedan företagsekonomin introducerades som läroämne vid Stockholms högskola/universitet föll större delen av organisationsarbetet och hela ansvaret för undervisningen och examinationen på professorn vid Handelshögskolan T. Paulsson Frenckner, som av intresse för saken tagit på sig denna börda. Universitetet hyser stor tacksamhet mot honom för denna insats | „ |
| [ 21 ] | |   |

Paulsson Frenckner, som också lämnat andra avgörande bidrag till ämnet företagsekonomis utveckling, promoverades år 2004 till Handelshögskolan i Stockholms första jubeldoktor. han avled år 2005
1960gavs Stockholms högskola universitets rang, fick rätt att utfärda doktorsexamen, och bytte namn till Stockholms universitet. 1962 uppgraderades företagsekonomiska till att bli en egen institution vid Stockholms universitet. 1970 invigdes universitetets nya byggnader på Frescati, och den företagsekonomiska institutionen kunde flytta dit från sina tidigare lokaler i Stockholms innerstad. Institutionen har sedan 1970-talet expanderat snabbt och är idag Norra Europas största utbildningsinstitution med ca 4 000 studenter, dvs kvantitativt sett större än sin grundare, Handelshögskolan.
Notera att den så kallade kårhusockupationen år 1968, vilken alltså ägde rum två år före Stockholms universitet flyttade till sin nya lokaler på Frescati, ägde rum i universitetets kårhus på Holländargatan i Stockholm. Byggnaden, del av kvarteret Luftspringaren, ägs idag av Handelshögskolan i Stockholm. Den sal där utbildningsminister Olof Palme höll tal till ockupanterna heter idag "Stora salen" och används för representation, föreläsningar och tentamensskrivningar. I maj 2008 hölls en konferens i "Stora salen" i samband med 40-årsminnet av Kårhusockupationen. Vid konferensen hade medlemmar ur Handelshögskolans i Stockholm studentkår klätt ut sig till tidsenliga demonstranter och vänsteraktivister; de stod utanför "Stora salen" på Holländargatan och skrek antikapitalistiska slagord och sjöng kampsånger.

## Stockholmsskolan

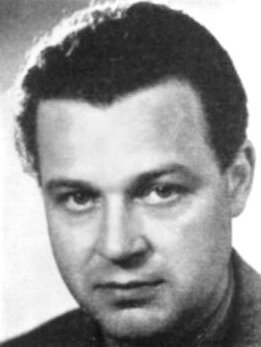
Gunnar Myrdal delade Sveriges Riksbanks pris i ekonomisk vetenskap till Alfred Nobels minne år 1974 med Friedrich von Hayek.

Gunnar Myrdal, professor i nationalekonomi vid Handelshögskolan i Stockholm 1933–1947 och professor i internationell ekonomi vid Stockholms universitet 1960–1967, och Bertil Ohlin, professor i nationalekonomi vid Handelshögskolan i Stockholm 1929–1965, var drivande bakom den så kallade Stockholmsskolan, en grupp svenska nationalekonomer och intellektuella influerade av den brittiske nationalekonomen John Maynard Keynes. Även nationalekonomen Dag Hammarskjöld var verksam inom gruppen.
Gunnar Myrdals doktorsavhandling från 1927, med titeln "Prisbildningsproblemet och föränderligheten" betraktas ofta som startskott för Stockholmsskolan. I sin tidiga forskning, föregrep Myrdal många av de teorier som John Maynard Keynes senare skulle komma att utveckla.
Namnet Stockholmsskolan lanserdes av Bertil Ohlin i artikeln "Some notes on the Stockholm theory of savings and investment" i den brittiska Royal Economic Societys tidskrift Economic Journal 1937. Detta skedde i direkt respons på att Keynes publicerat sitt magnum opus "The General Theory of Employment, Interest and Money" (svenska: 'Den allmänna teorin om anställningsgrad, räntor och pengar') året innan (1936), och syftade till att väcka världens uppmärksamhet på de svenska forskningsresultaten inom ämnet.
Stockholmsskolan kom att utöva ett mycket stort inflytande på den ekonomiska debatten och politiken i efterkrigstidens Sverige. Genom Sveriges internationellt uppmärksammade ställning som en av ett fåtal alliansfria, och av de politiska stormaktsblocken oberoende, stater samt Sveriges omfattande biståndsåtaganden, kom gruppen också att influera andra länders ekonomiska politik under decennierna efter Andra världskriget.
Ohin och Myrdal var mycket kända namn för sin samtid. Bertil Ohlin var ordförande i det största oppositionspartiet i riksdagen, folkpartiet, under drygt två decennier, åren 1944–1967. Gunnar Myrdal hade flera höga poster inom den socialdemokratiska administrationen, bland annat som handelsminister (1945–1947). Gunnar Myrdal var också en av samtidens ledande intellektuella och skrev ett flertal böcker, bland annat Kris i befolkningsfrågan (1934, tillsammans med sin fru Alva Myrdal) och Politiskt manifest om världsfattigdomen (1970), vilka lämnade avgörande bidrag till socialdemokratisk teoribildning, inte bara i Sverige utan i hela världen. Bertil Ohlin och Gunnar Myrdal utvecklade den teoretiska basen för den moderna svenska välfärdsstaten. Till minnet av skolans femtioårsdag, hölls en internationell konferens i Stockholm 1987. Föreläsningarna gavs av professor Lars Jonung ut i bokform, "The Stockholm School of Economics revisited" (Cambridge 1991) (Notera att Stockholmsskolans namn på engelska, kan skrivas the Stockholm School of Economics, identiskt med Handelshögskolans engelska dito).
Förutom sitt avgörande bidrag till Stockholmsskolan, lämnade professor Gunnar Myrdal också avgörande bidrag till en annan viktig tankesmedja i efterkrigstidens Sverige, Stockholm International Peace Research Institute (SIPRI,  svenska: Stockholms internationella fredsforskningsinstitut), ett internationellt forskningsinstitut med bas i Stockholm. Myrdal grundade detta institut och var dess första ordförande 1968–1973. Gunnar Myrdal har under senare decennier fått mycket uppmärksamhet genom de, ibland kritiska, böcker som hans son Jan Myrdal skrivit, bland annat Barndom (1982).

## Ekonomipristagare

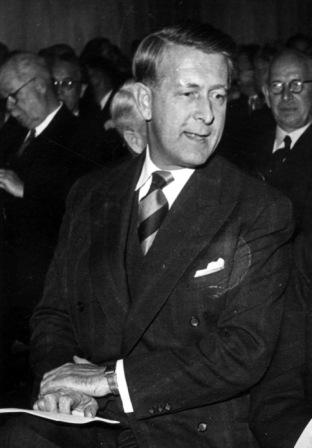
Bertil Ohlin tilldelades 1977 Sveriges Riksbanks pris i ekonomisk vetenskap till Alfred Nobels minne (delat med James Meade). Hans viktigaste bidrag är det så kallade Heckscher-Ohlin-teoremet.

I samband med Sveriges riksbanks 300-årsjubileum 1968, gjorde banken en stor donation till Nobelstiftelsen, för att bekosta ett nytt pris i ekonomi. Samma år instiftade stiftelsen Sveriges Riksbanks pris i ekonomisk vetenskap till Alfred Nobels minne; priset delades ut första gången år 1969. Ekonomipriset är i teknisk mening inte ett nobelpris, eftersom det inte omnämns i Alfred Nobels testamente, men hanteras i övrigt precis som de fyra nobelpris som delas ut i Stockholm.
Vid två tillfällen har professorer vid Handelshögskolan i Stockholm tilldelats ekonomipriset. År 1974 tilldelades Gunnar Myrdal, professor i nationalekonomi vid Handelshögskolan 1933–1947, tillsammans med sin ideologiska motståndare, den österrikisk-brittiske nationalekonomen Friedrich von Hayek, priset "för deras pionjärarbete inom penning- och konjunkturteori samt deras inträngande analys av det ömsesidiga beroendet mellan ekonomiska, sociala och institutionella förhållanden".
År 1977 tilldelades Bertil Ohlin, professor i nationalekonomi vid Handelshögskolan i Stockholm 1929–1965, tillsammans med James Meade, professor vid London School of Economics (1947–1957) och Cambridge University (1957–1967), från Storbritannien, priset "för deras banbrytande arbeten inom teorin för internationell handel och internationella kapitalrörelser".

## Staffan Burenstam Linder, rektor 1986–1995
Staffan Burenstam Linder (1931–2000) hade tidigare doktorerat i nationalekonomi under den kände professor Bertil Ohlin vid Handelshögskolan och varit professor i nationalekonomi vid högskolan sedan 1974. Han hade även ett omfattande politiskt engagemang; han hade varit riksdagsledamot sedan 1969, varit handelsminister 1976–78 och 1979–81 och länge varit betraktad som möjlig efterträdare till moderaternas partiledare Gösta Bohman.
Handelshögskolan i Stockholms direktion utsåg 1986 Staffan Burenstam Linder till att efterträda Per-Jonas Eliæson (rektor 1970–1986) som högskolans rektor. Den nye rektorn hade höga ambitioner för högskolan. I en intervju i Dagens Industri, strax efter tillträdet, sa Burenstam Linder "Handelshögskolan i Stockholm ska vara i världsklass. Den ska mäta sig med de absolut bästa i världen: Stanford, Harvard och Wharton School". Handelshögskolan hade dittills främst varit inriktad på Sverige och svenska företag.
Staffan Burenstam Linders tid som rektor innebar att perspektivet förändrades och högskolan växte kraftigt, i Sverige såväl som internationellt. Bland annat etablerades systerskolan Stockholm School of Economics in Riga 1994 och senare även Stockholm School of Economics in Russia i Sankt Petersburg 1997. Expansionen kostade mycket pengar. Högskolan hade dittills haft två huvudsakliga finansieringskällor. Dels bidraget från staten, dels avkastningen på Handelshögskoleföreningens kapital. Burenstam Linder hade arbetat vid de amerikanska elituniversiteten Columbia, Yale och Stanford och tagit intryck av deras affärsmodell, som i mycket större utsträckning berodde av donationer från företag och privatpersoner. Han ville implementera en liknande modell vid Handelshögskolan.
Handelshögskolan hade vid Burenstam Linders tillträde en framgångsrik sidoverksamhet, Institutet för företagsledning (IFL), som bedrev vidareutbildning av chefer. Problemet var att IFL var en stiftelse, varför det inte var möjligt att överföra vinstmedel från IFL till högskolans övriga utbildnings- och forskningsverksamhet. Burenstam Linder initierade därför grundandet av HHS Executive Education, som också erbjöd vidareutbildning av chefer, delvis i konkurrens med IFL, men var organiserat som ett företag (IFL och HHS Executive Education fusionerades senare till IFL vid Handelshögskolan i Stockholm).
Ett annat resultat av arbetet var Handelshögskolan i Stockholms partnerprogram, som Burenstam Linder grundade 1994. Detta satte sin tillit till näringslivets intresse för skolan och vilja att bidra med medel (2014 lanserades uppföljaren SSE Supporters, ett program varigenom privatpersoner, bland annat högskolans alumner, kan donera pengar till högskolan). Burenstam Linder utökade också kraftigt systemet med donationsprofessurer, varigenom stiftelser, företag och privatpersoner kunde donera pengar till skolan och få en professur uppkallad efter sig själv. Innan Burenstam Linders tillträde som rektor hade högskolan några enstaka donationsprofessurer, idag har man 20, fler än någon annan högskola eller universitet i Nordeuropa.

## Grundandet av SSE Riga 1994 och SSE Russia 1997

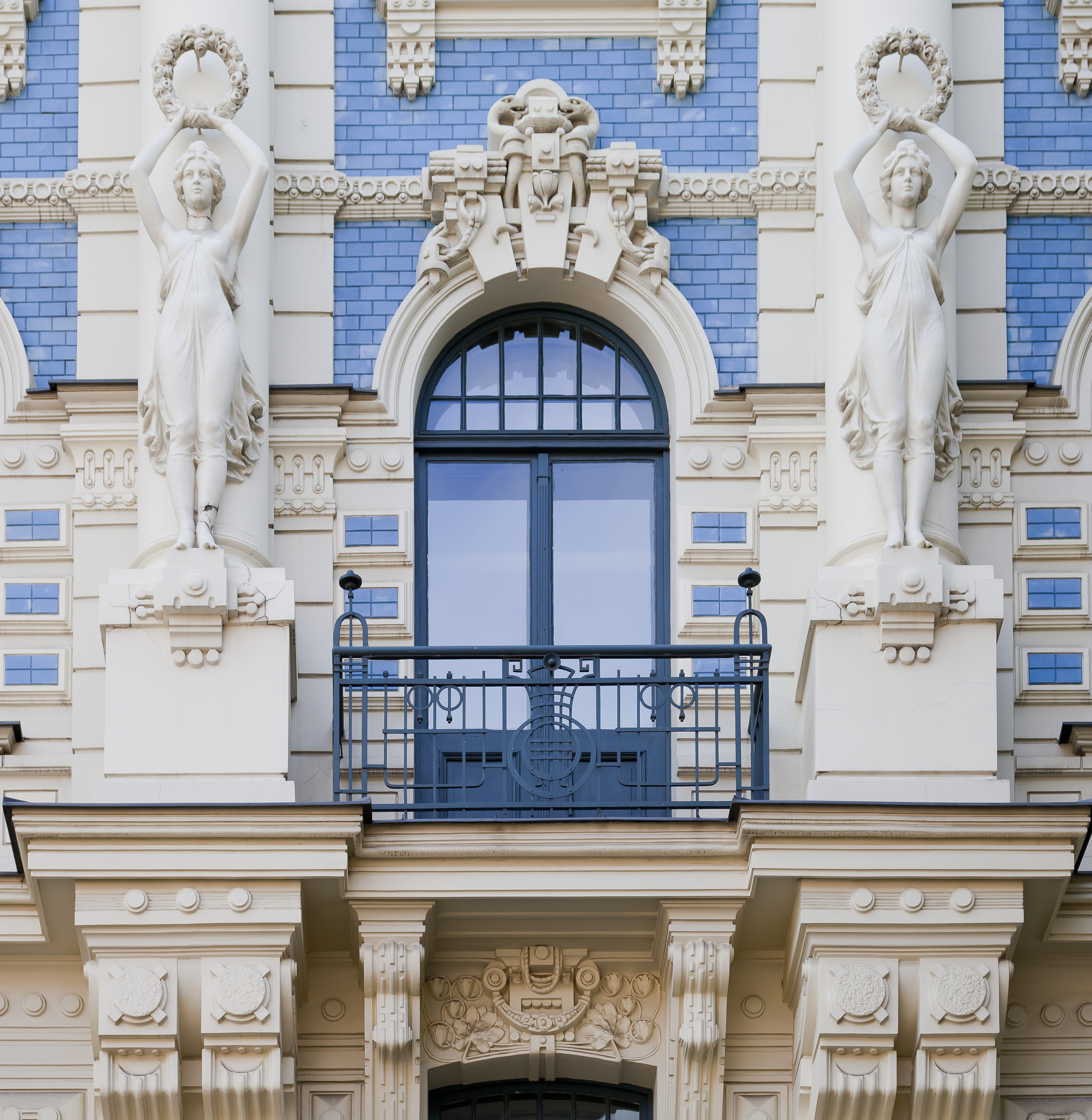
Fasaddetalj, Stockholm School of Economics in Riga på Strelnieku Iela 4a i Riga, Lettland.

Efter revolutionerna i Östeuropa 1989 och Sovjetunionens upplösning 1991 genomgick länderna i Östeuropa en svår omställning från statskapitalistiska till privatkapitalistiska system. Det rådde stor brist på människor utbildade i ledning av privata företag. På initiativ av professor Staffan Burenstam Linder, Handelshögskolan i Stockholms rektor 1986–1995, grundades 1994 en systerskola till högskolan, Stockholm School of Economics in Riga i Lettland, för att förse de baltiska staterna med utbildade ekonomer. Högskolan i Riga stöds av Sveriges och Lettlands regeringar och erbjuder ett ekonomie kandidatprogram (BSc in Business and Economics).
Staffan Burenstam Linder tog även initiativ till grundandet av ytterligare en systerskola, i Sankt Petersburg i Ryssland, för att förse Nordösteuropa med utbildade ekonomer. 1997 grundades Stockholm School of Economics in Russia i Sankt Petersburg. 2003 öppnade denna en filial i Moskva och planer finns på att öppna fler filialer i Ryssland och Centralasien. Högskolan i Ryssland erbjuder bland annat Executive MBA-utbildningar och planer har tidigare funnits på att lansera ett ekonomie kandidatprogram i Ryssland.

## Grundandet av SSE Business Lab AB 2001
Handelshögskolan driver SSE Business Lab AB, en inkubator för utveckling och kommersialisering av affärsidéer. SSE Business Lab AB grundades 2001 med stöd från bland andra Familjen Erling-Perssons stiftelse. Handelshögskolans studenter, forskare, anställda och alumner som har affärsidéer kan söka till SSE Business Lab AB. Sedan dess har ett 90-tal företag varit i inkubatorn, bland annat Arkivera Sverige AB, Bubblare.se och Klarna AB. Sammanlagt har dessa företag skapat över 1000 arbetstillfällen.
Under en period av åtta månader får de antagna inkubatorföretagen gratis tillgång till grundläggande infrastruktur. Under denna period genomgår entreprenörerna en process med regelbundna utbildningar, affärscoachning samt erbjuds tillgång till gratis rådgivning från expertis inom bland annat marknadsföring, försäljning, affärsjuridik och skatterätt.

## Bildandet av IFL vid Handelshögskolan i Stockholm AB 2004
Stiftelsen Institutet för företagsledning (IFL) hade varit knuten till Handelshögskolan i Stockholm sedan stiftelsens grundande 1969. Staffan Burenstam Linder, rektor för Handelshögskolan i Stockholm 1986–1995, var drivande bakom att Handelshögskolan, delvis i konkurrens med IFL, grundade ett företag för fortbildning av ledare och chefer, kallat HHS Executive Education. Under 2000 blev företaget majoritetsägare och 2003 ensam ägare till MGruppen Svenska Managementgruppen AB som bedriver affärs-, chefs- och managementutbildning och konsultation, 2006 såldes MGruppen till ett konsortium bestående av Jonas Ridderstråle, Johan Stein och Erik Swartz. 2004 såldes även CMA Crisis Management Academy AB till Kreab Gavin Anderson AB
Hans Tson Söderström, adjungerad professor i makroekonomisk policyanalys vid högskolan sedan 1992 och VD för HHS Executive Education 2003–2004, var drivande till att högskolan 2004 fusionerade Institutet för företagsledning (IFL) och HHS Executive Education till ett bolag. Det nya företaget gavs namnet IFL vid Handelshögskolan i Stockholm AB.
IFL vid Handelshögskolan i Stockholm AB tog 2005 över ett utbildningsinstitut i försäkringsbranschen, Institutet för Försäkringsutbildning (IFU), som grundats 1952. IFU ägde ursprungligen ett förlag, IFU förlag, som 2005 såldes till Studentlitteratur AB. IFU:s resterande verksamhet är idag del av IFL vid Handelshögskolan i Stockholm AB och erbjuder program inom bland annat chefsutbildning, affärsutveckling, ledarskapsutbildning och utbildningar inom försäkring. Överskottet från IFU:s verksamhet går till forskning vid Handelshögskolan i Stockholm. Chef för IFU är Klas Ottosson.
IFL vid Handelshögskolan i Stockholm AB inledde 2005 ett samarbete om ledarskapsutbildning med Svenska handelshögskolan i Helsingfors, Finland. 2010 grundade de två organisationerna ett gemensamt ägt samriskföretag, Hanken & SSE Executive Education AB. Det gemensamma företaget erbjuder utbildning inom ledarskap och management, strategi, organisatoriska förändringar, redovisning och finansiering och marknadsföring till företag och organisationer.
IFL vid Handelshögskolan i Stockholm AB äger även IFL & SSE Russia Education AB, där man i samarbete med Stockholm School of Economics in Russia bedriver utbildningsverksamhet i Ryssland.

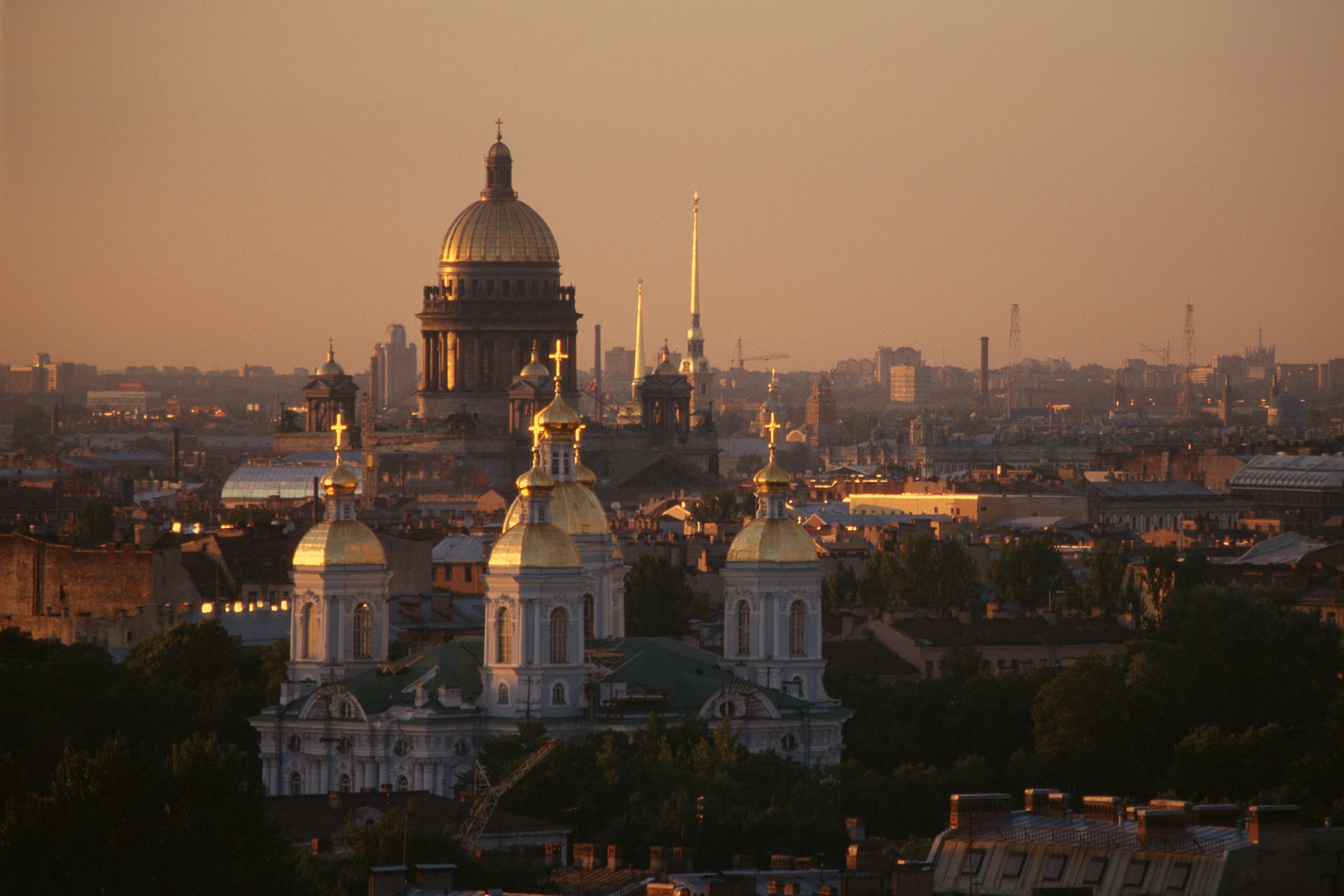
Stockholm School of Economics in Russia grundades av Handelshögskolan efter initiativ av dess rektor Staffan Burenstam Linder. Bild över området i Sankt Petersburg där Stockholm School of Economics in Russia ligger.

### VD för IFL vid Handelshögskolan i Stockholm AB
- Anders Rydén, 2004–2006
- Peter Hägglund, 2006–2011
- Anders Rydén, 2012
- Justin Jenk, 2012–2013
- Ingrid Engström, 2014-

## Övertagandet av Nordiska detaljhandelshögskolan 2008
Nordiska detaljhandelshögskolan på Campus Roslagen i Norrtälje, grundades av Stiftelsen Nordiska Detaljhandelshögskolan 2002. Företagsekonomiska institutionen vid Stockholms universitet ansvarade för högskolans akademiska grundutbildning 2002–2008 och var delfinansiär i skolan.
Handelshögskolan i Stockholm tog över ansvaret för högskolan år 2009. Vid högskolan ges ekonomie kandidatprogrammet BSc in Retail Management, undervisningen sköts sedan 2010 av Center for Retailing vid Handelshögskolan i Stockholm AB, som ägs av Handelshögskolan.
Verksamheten finansieras av Stiftelsen Nordiska Detaljhandelshögskolan som bland annat består av flera aktörer inom detaljhandeln. Branschorganisationen Svensk handel stöttar utbildningen. Det finns planer på att flytta verksamheten till Stockholm från och med höstterminen 2015, för att underlätta kontakterna med övriga delar av Handelshögskolan i Stockholm.

## 100-årsjubileet 2009

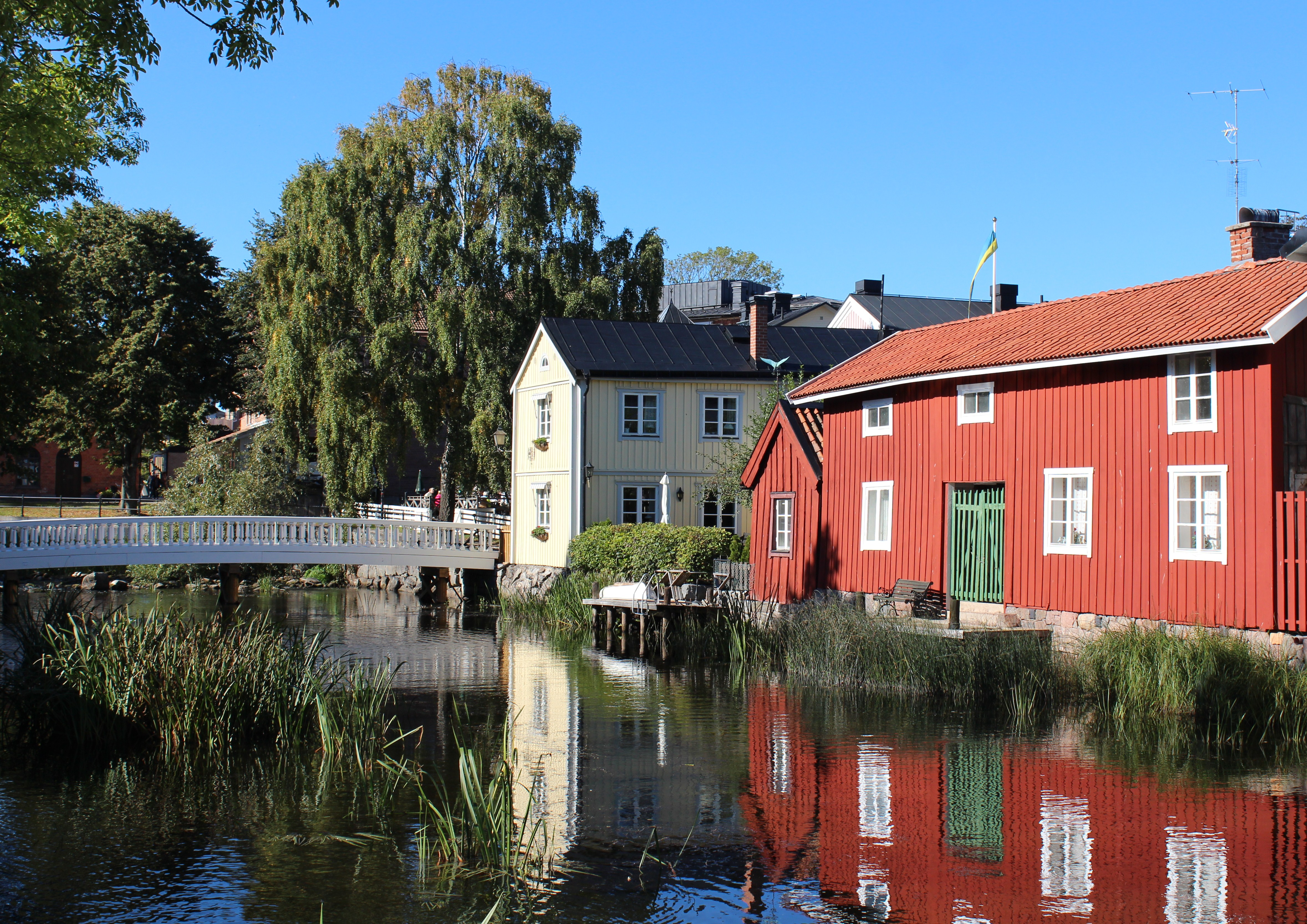
Nordiska detaljhandelshögskolan är belägen i Norrtälje.

År 2009 firade högskolan sitt 100-årsjubileum och detta har föranledde vissa av dess ägare, bland annat Knut och Alice Wallenbergs stiftelse, att göra stora donationer till skolan. En icke obetydlig del av dessa öronmärktes av högskolans direktion för att användas till en större om- och tillbyggnad till huvudbyggnaden på Sveavägen 65. Byggnationen, som bland annat inkluderade en ny västlig flygel och inglasning av byggnadens innergård, påbörjades under hösten 2008.
Professor Richard Wahlund var jubileumsgeneral vid firandet 2009 av 100-årsjubileet av högskolans grundande. En serie om 10 jubileums-föreläsningar hölls vid skolan av Lars Engwall, Torbjörn Becker (direktör för SITE), Emma Stenström, Lin Lerpold (docent och prodekanus för högskolans MBA-program), Richard Wahlund, Örjan Sjöberg, Magnus Söderlund, Carin Holmquist, Bengt Jönsson och Håkan Lindgren. Boken Stockholm School of Economics, The first 100 years av Jonas Rehnberg gavs ut på Informationsförlaget.

## Invigningen av Bertil Ohlins gata 2013
I samband med 2013 års Ohlinföreläsning vid Handelshögskolan i Stockholm döptes den del av Saltmätargatan som ligger norr om Kungstensgatan och bakom Handelshögskolan i Stockholms huvudbyggnad om till Bertil Ohlins gata. Bertil Ohlin var professor i nationalekonomi vid Handelshögskolan i Stockholm 1929–1965 och tilldelades Sveriges Riksbanks pris i ekonomisk vetenskap till Alfred Nobels minne (Nobelpriset i ekonomi) 1977. Det nya gatunamnet invigdes Stockholms skolborgarråd Lotta Edholm (FP).

## Övrigt

### Svenskt Industri- och Handelsmuseum
Svenskt Industri- och Handelsmuseum existerade mellan 1896 och 1909 i Stockholm. Museet, som grundats på initiativ av Gustaf de Laval och Klas Sondén, låg ursprungligen i Industripalatset på Karlavägen på Östermalm, men flyttade senare till Regeringsgatan 40. Det hade stora samlingar av varuprover, under dess existens införskaffades cirka 10 000 föremål. Museet upphörde 1909, samma år som Handelshögskolan i Stockholm grundades. Högskolan övertog samlingarna, men det dröjde till 1926 då Handelshögskolan flyttat till Sveavägen 65 innan något av samlingarna åter kunde visas.

### Grundandet avFöreningen Auktoriserade Revisorer1923
1923 grundades Föreningen Auktoriserade Revisorer (idag FAR) i Handelshögskolan i Stockholms dåvarande lokaler i Brunkebergs hotell på Brunkebergstorg 2 i Stockholm. Grundarna var Lars Ture Bohlin och Seth Svensson, som 1911 hade avlagt ekonomexamen vid högskolan i dess berömda första kull av utexaminerade, samt Oskar Sillén, professor vid högskolan. Alla tre verkade som auktoriserade revisorer och såg ett behov av grundandet av en branschorganisation. Organisationen kallas idag FAR och organiserar revisorer, redovisningskonsulter och rådgivare verksamma på revisionsbyråer.

### Scandinavian Institutes for Administrative Research(SIAR)
SIAR var ett forskningsinstitut grundat av professor Eric Rhenman och fyra andra professorer vid Handelshögskolan i Stockholm 1966. SIAR var ett forskningsinstitut 1966–1971, därefter ändrades dess inriktning och organisationen utvecklades till att bli det ledande svenska konsultföretaget under 1970-talet, med tio kontor runt om i världen. Institutet etablerade en metod för organisationsutveckling, inspirerad av amerikanska forskare som Herbert Simon, Philip Selznick och James D. Thompson. Enligt denna beskrivs strategiutveckling och långsiktig planering som del i problemlösnings- och beslutsprocessen.
1991 slogs SIAR samman med det franska konsultbolaget Bossard, vilket gjorde det nya företaget SIAR-Bossard till ett av de 30 största konsultföretagen i världen. SIAR-Bossard förvärvades av Cap Gemini 1997 och fusionerades med detta till dotterbolaget Gemini Consulting.

### Finanstidningen(1989-2002)
Finanstidningen var en politiskt obunden svensk affärstidning som grundades 1989 av en grupp unga ekonomer från Handelshögskolan i Stockholm, bland annat Raoul Grünthal, som utsågs till chefredaktör. Tidningen köptes upp av MTG-koncernen 1999 och Johan Hakelius från Svenska Dagbladet värvades som chefredaktör.
I februari 2002 köpte MTG-koncernen även upp tidningen Vision som slogs samman med Finanstidningen till Finans Vision. I december samma år lades tidningen ned.

## Bildgalleri

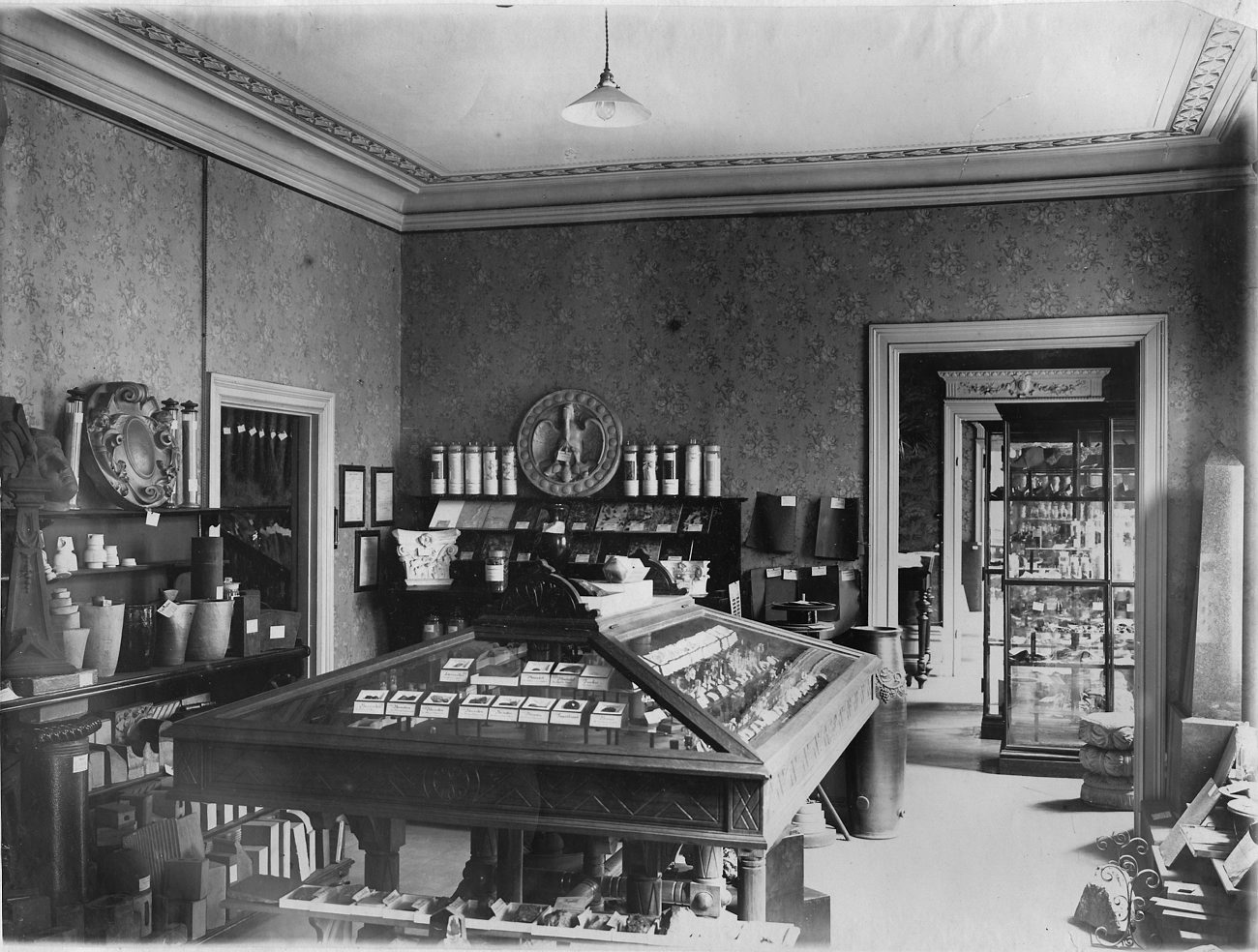
Interiör från Svenskt Industri- och Handelsmuseum